# Закон о местном самоуправлении (Япония)
Закон о местном самоуправлении (яп. 地方自治法 тихо: дзити хо:) — принятый 17 апреля 1947 года закон № 67, осуществивший деволюцию в Японии. На основании этого закона были созданы большинство единиц современного административного деления Японии: префектуры, муниципалитеты и др.

## Самоуправляемые административные единицы местного уровня
Самоуправляемые административные единицы местного уровня (яп. 地方公共団体 тихо: ко:кё: дантай) делятся на:
- Обычные самоуправляемые административные единицы местного уровня
  - Префектуры Японии (то, до, фу, кэн)
  - Муниципалитеты Японии
    - Города Японии
    - Посёлки Японии
    - Сёла Японии
- Специальные самоуправляемые административные единицы местного уровня
  - Специальные районы Токио
  - Объединения обычных самоуправляемых административных единиц местного уровня
  - Прочие

Обычные самоуправляемые административные единицы местного уровня составляют базис местного самоуправления. Различия между ними и специальными единицами определяются Конституцией Японии, которая даёт обычным единицам права, включающие
- Прямые выборы (статья 93.2)
- Законодательное право (статья 94)
- Утверждение на местном референдуме любого законодательного акта, который затрагивает данную административную единицу (статья 95)

Специальные единицы подобных прав не имеют. Если Специальные районы рассматриваются внутри Токио как базис местного самоуправления, то прочие специальные единицы выполняют функции административных единиц для специфических видов деятельности: школьного образования, водоснабжения и т. п.
Самоуправляемые административные единицы местного уровня хотя и являются во многом независимыми, но косвенно они подчиняются Министерству внутренних дел и связи в Токио, которое регулирует взаимоотношения между различными административными единицами, а также между административными единицами и правительством. В целом Министерство регулирует деятельность межпрефектурных специальных единиц, в то время как деятельность межмуниципалитетных специальных единиц регулируется губернаторами префектур.